# Nati Mistral
Natividad Macho Álvarez, nota col nome d'arte Nati Mistral (Madrid, 13 dicembre 1928 – Madrid, 20 agosto 2017), è stata un'attrice spagnola.

## Filmografia parziale

### Cinema
- María Fernanda, la Jerezana, regia di Enrique Herreros (1947)
- Las inquietudes de Shanti Andía, regia di Arturo Ruiz-Castillo (1947)
- La muralla feliz, regia di Enrique Herreros (1948)
- La corrida della morte (Currito de la Cruz), regia di Luis Lucia (1949)
- Gli amanti di Toledo (Les amants de Tolède), regia di Henri Decoin e Fernando Palacios (1953)
- Cabaret, regia di Eduardo Manzanos (1953)
- Frutilla, regia di Enrique Carreras (1980)
- Medea 2, regia di Javier Aguirre (2006)

### Televisione
- Mis tres amores - serie TV, 120 episodi (1971)
- Dale, Loly! - serie TV, 19 episodi (1993)
- ¿Se puede? - serie TV, un episodio (2004)